# One-hit wonder

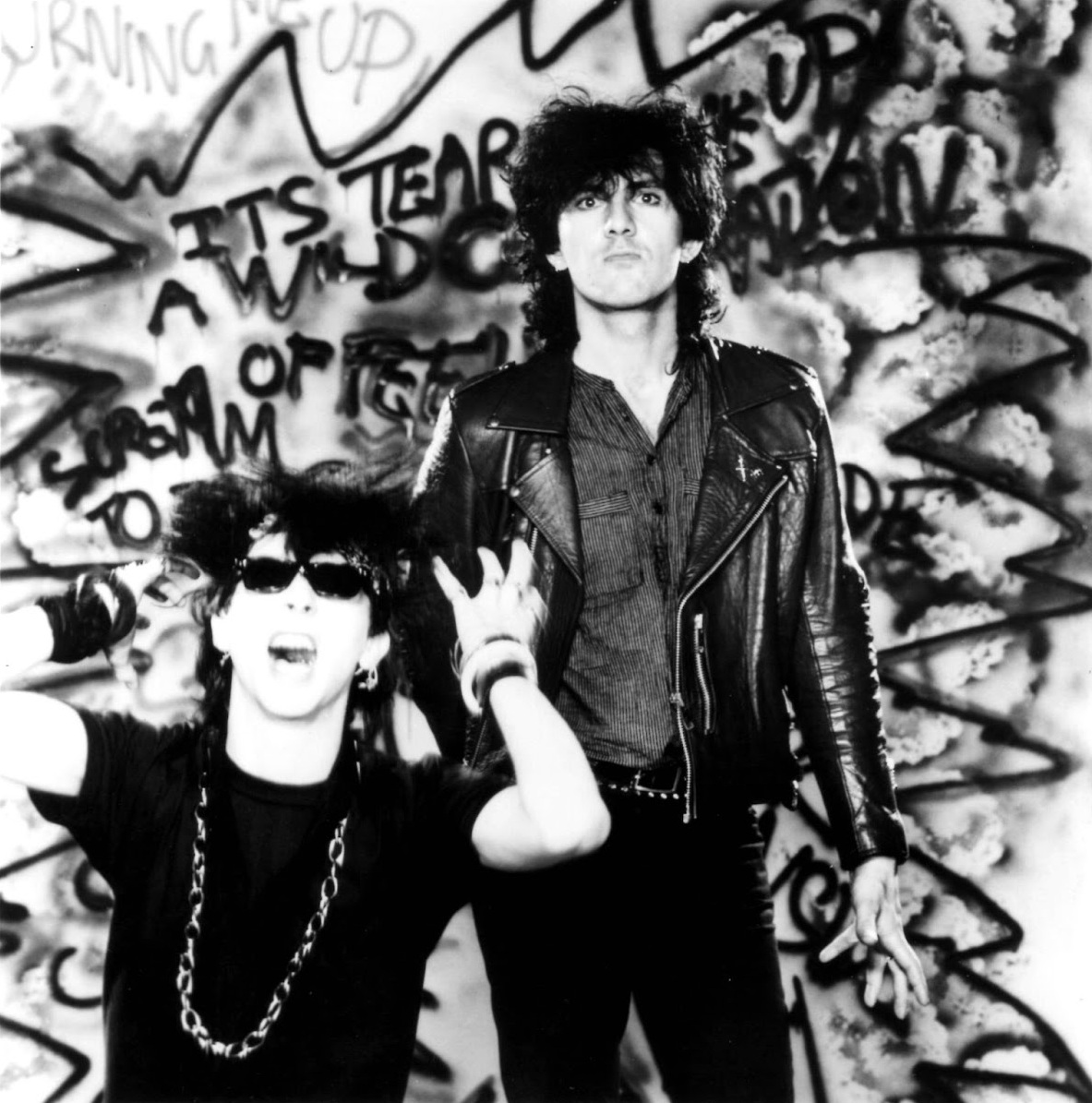
Soft Cell, por volta de 1983. Marc Almond (esquerda) e David Ball (direita).

"One-hit wonder" (ou maravilhas de um sucesso só em português) é o termo usado para denominar uma pessoa ou grupo conhecido por apenas um single de sucesso. O termo é mais utilizado para descrever músicos que conseguiram emplacar apenas um hit single nas paradas de sucesso.

## Definição
Em seu livro "The Billboard Book of One-Hit Wonders", o jornalista musical Wayne Jancik define One-hit wonder como "um ato que conquistou uma posição no Top 40 nacional, pop, apenas uma vez".
Essa definição formal pode incluir artistas com maior sucesso fora de seu único hit pop e que não são normalmente considerados One-hit wonder, enquanto, ao mesmo tempo, excluindo artistas que têm vários hits que foram ofuscados por uma Canção-assinatura, ou aqueles artistas que nunca atingiram o top 40, mas tiveram exatamente uma música alcançando popularidade mainstream de alguma outra maneira (ou seja, um "Airplay" ou uma música que não era elegível para o top 40 das paradas). One-hit wonder são geralmente exclusivas de um mercado específico, seja um país ou um gênero; um artista pode ser uma maravilha de um hit em uma dessas arenas, mas ter vários hits (ou nenhum hit) em outra. Por exemplo, Los del Río é um grupo de um só sucesso em muitos países com "Macarena" (1993), mas na Espanha o grupo teve um sucesso mais sustentado e não é considerado assim.

## Exemplos

### Lista daVH1dos maiores one-hit wonders
Vários canais de televisão dedicados à música como MTV (Brasil), VH1 (EUA) e MuchMusic (Canadá) já fizeram especiais dedicados ao tema. Em 2002 o canal a cabo estadunidense VH1 transmitiu um especial de "100 maiores one-hit wonders da América". Os primeiros colocados foram:
1. Los Del Río — "Macarena" (1996)
2. Soft Cell — "Tainted Love" (1982)
3. Dexys Midnight Runners — "Come On Eileen" (1983)
4. Right Said Fred — "I'm Too Sexy" (1992)
5. Toni Basil — "Mickey" (1982)
6. Baha Men — "Who Let the Dogs Out?" (2000)
7. Vanilla Ice — "Ice Ice Baby" (1991)
8. Gerardo — "Rico Suave" (1991)
9. Nena — "99 Luftballoons" (1984)
10. Chris Isaak — Wicked Game (1989)

Mas existem muitos outros como:
- Baltimora — "Tarzan Boy"
- Paul Young — "Everytime You Go Away"
- Gazebo — "I Like Chopin"
- When in Rome — "The Promise"
- Patrick Swayze — "She is like the wind"
- Madness — "Our house"

### No Brasil
Apesar do formato single não ser utilizado pelas gravadoras no país, muitos artistas são conhecidos por emplacarem apenas um sucesso na mídia (rádios, TV), voltando à obscuridade passado seu impacto inicial. Também por uma questão cultural, esses tipos de cantores tendem a surgir durante o verão (Entre o fim de dezembro e início de março).
Entre eles estão:
- P.O. Box — "Papo de Jacaré"[6]
- Virgulóides — "Bagulho no Bumba"[6]
- Reginho — Minha Mulher Não Deixa Não
- Só no Sapatinho — "Só no Sapatinho"[6]
- Fausto Fawcett — "Kátia Flávia"[6]
- O Surto - A Cera[7]
- Dalto — "Muito Estranho"
- Fincabaute — Coisa de Maluco
- Vanessa Rangel — Palpite
- Mr. Jam — Rebola na Boa
- Parangolé — Rebolation
- Psirico — Lepo-Lepo
- LevaNoiz — Superman, A Liga da Justiça
- Banda Vingadora — Paredão Metralhadora
- Jojo Toddynho — Que tiro foi esse
- MC G15 — Deu Onda

Há casos, ainda, em que a música em questão torna-se muito mais conhecida na voz de outro cantor, muito embora tenha trazido fama breve ao seu cantor original (como, por exemplo, o cantor Vinícius Cantuária, cujo sucesso Só Você foi a única canção famosa de seu repertório e que, quando regravada por Fábio Júnior em 1997, tornou-se uma de suas canções assinatura desde então).

### Música Clássica
As gravadoras Deutsche Grammophon e a Vox Records lançaram álbuns de one-hit wonders com músicas clássicas. Muitos dos trabalhos nos CDs são de compositores que têm dois ou mais trabalhos que são populares nos círculos da música clássica, mas têm um único trabalho que se tornou popular fora desses círculos. Os dois CDs diferem, mas os trabalhos comuns a ambos são:
1. Johann Pachelbel — Canon in D
2. Samuel Barber — Adagio for Strings
3. attrib. Tomaso Albinoni — Adagio in G minor (composta por Remo Giazotto, mas contém material de Albinoni)
4. Jean-Joseph Mouret — Fanfare-Rondeau from Symphonies and Fanfares for the King's Supper (theme to Masterpiece, formerly Masterpiece Theatre)
5. Luigi Boccherini — minuet from String Quintet in E
6. Jeremiah Clarke — "Trumpet Voluntary", more properly known as "Prince of Denmark's March"
7. Jules Massenet — Meditation from his opera Thaïs
8. Pietro Mascagni — "Cavalleria rusticana"
9. Léo Delibes — "The Flower Duet" from the opera Lakmé
10. Mikhail Ippolitov-Ivanov — "Caucasian Sketches"
11. Amilcare Ponchielli — "Dance of the Hours" from the opera La Gioconda
12. Charles-Marie Widor — Toccata from Symphony for Organ No. 5
13. Marc-Antoine Charpentier — Te Deum
14. Tekla Bądarzewska-Baranowska — Maiden's Prayer

## Uso do termo fora do mundo da Música
O termo one-hit wonders é ocasionalmente aplicado a outras situações fora do mundo da música.
Nas artes
O termo One-hit wonder é ocasionalmente usado para se referir a um artista que não seja um músico que é mais conhecido por apenas um trabalho. Por exemplo, o autor Malba Tahan escreveu vários romances, mas é mais conhecido por O Homem que Calculava, enquanto a atriz Natasha Henstridge ainda não superou o sucesso de seu filme Species.
No esporte
No mundo dos esportes, existem vários atletas conhecidos por fãs de esportes casuais por conta de uma única maravilha em suas carreiras. Exemplos incluem o jogador de futebol Anselmo, lembrado pelo torcedores, principalmente do Flamengo, por entrar em campo na final da Copa Libertadores de 1981 exclusivamente para revidar as agressões do chileno Mario Soto. Ele entrou em campo, e depois de alguns poucos segundos, desferiu um soco no rosto de Soto, que caiu no gramado. Anselmo foi expulso juntamente com o zagueiro. No desembarque, torcedores do Flamengo exibiam uma faixa onde se lia: "Anselmo Vingador!", tornando o atacante o novo ídolo da torcida rubro-negra. Outro exemplo fica por conta do atacante Lê, lembrado somente por ter sido o autor do gol que deu o título da Copa Mercosul de 1999 ao Flamengo.
Nos esportes menos conhecidos no Brasil, Paul Henderson, um jogador canadense de hóquei no gelo que marcou o gol decisivo na Summit Series de 1972; Mike Jones, um jogador de futebol americano que enfrentou Kevin Dyson na linha de jarda na última jogada do Super Bowl XXXIV; Buster Douglas, que foi o primeiro pugilista a bater Mike Tyson; e Jimmy Glass, um goleiro, que é lembrado por marcar um gol nos últimos segundos do último dia da Terceira Divisão Inglesa de 1998–99, que manteve seu clube na Football League. Sua biografia lançada posteriormente foi intitulada One-Hit Wonder.
Alguns atletas são lembrados por um único erro em suas carreiras, em oposição a um momento triunfante. Exemplos notáveis de tais atletas incluem o zagueiro Andrés Escobar, que marcou um gol contra na Copa de 1994, e acabou assassinado dias depois por conta disso. Scott Norwood, que é famoso por perder um field goal de 47 jardas que custou à sua equipe o Super Bowl; Bill Buckner, que na World Series de 1986, cometeu um erro de campo no qual uma bola de beisebol rolou por suas pernas; Steve Smith, que marcou um gol contra no final do terceiro período do jogo 7 do Stanley Cup Quarter Finals de 1986, fazendo com que o Edmonton Oilers perdesse para o Calgary Flames; e Jim Marshall, que, como parte do Minnesota Vikings, correu 66 jardas (erroneamente em sua própria end zone) e marcou uma segurança para o San Francisco 49ers.